# Csoportanalízis
A csoportanalízis (vagy csoportanalitikus pszichoterápia) egy csoport-pszichoterápiás módszer, amely S. H. Foulkes nevéhez köthető. Az 1940-es években indult irányzat legkorábbi célja a háborúból visszatérő katonák megsegítése volt. A módszer hamar sokkal szélesebb körben terjedt el, és a társadalom széles rétegeiből érkező csoporttagok lehetőséget kaptak saját történetük elmesélésére. A csoportanalízis egyesíti magában a pszichoanalitikus mélységeket a szociális és interperszonális működéssel. A csoportokon általában nagy hangsúly van az egyes tagok és a csoport kapcsolatán, ami miatt mind a csoport, mind a tag erősödik kapcsolati képességeiben.
A pszichoanalízisból származó csoportanalízis számos egyéb pszichoterápiás irányzatból is merít: rendszerelméleti pszichoterápiák, fejlődéslélektan, szociálpszichológia. A csoportanalízis módszereit használja továbbá a szervezeti tanácsadás, tanítás, képzés. Csoportanalitikusok nagyon különböző munkákat végeznek a legkülönbözőbb kontextusokban, széles körű nehézségekkel és problémákkal.

## A módszer
A csoportanalízis  alapja az a nézet, hogy a mély és tartós változás egy gondosan kialakított csoportban jöhet létre, amelyek együttes tagsága tükrözi a társadalom szélesebb normáit. A csoportanalízis segít kis, közepes és nagy méretű csoportfolyamatok, valamint a csoporttagok többi szervezeti működésének (pl: család, munkahely, intézmények, lakóhelyi csoportok) alaposabb megértésében. Ezek által a csoportfolyamatok által jobban megérthető és aktivizálható a személyes fejlődés. A csoport tagjai támogatják egymást a közös élményen keresztül, és hozzásegítik egymást helyzetük egészségesebb megértéséhez. A problémák a csoport, szervezet, intézmény szintjén is láthatóvá válnak; nem kizárólag az egyes páciensek szintjén, mint az uralkodó orvosi modellekben. Az egyéni belső problémák külső akadályok formáját öltik, és ezáltal könnyebben átdolgozhatóak. Az a mód, ahogyan a csoport működik, központi eleme ennek a folyamatnak. A demokrácia és az együttműködés a két pillér, amelyen keresztül a csoport által közvetített problémák tartós megoldást szülnek. Ezek alapján az elvek alapján fejlesztette ki S. H. Foulkes az 1940-es években a csoportanalízist, ami a pszichoanalízisben és a társadalmi tudományokban gyökerezik.
A csoportanalízis az Egyesült Államok és Kanada kivételével a domináns pszichodinamikus megközelítés. Ebben a megközelítésben a csoport egy szerves egységet képez, valamint a terapeuta működése kevésbé tolakodó (inkább a karmesteré, mint az igazgatóé). A csoport nem csupán egy saját magában álló dinamikus egység, hanem valamilyen szociokulturális kontextusban létezik, amely befolyásolja a folyamatokat. A csoportanalitikus terapeuta leszoktatja a tagokat a túlzott vagy helytelen függőségről, és saját maguk, valamint a többi csoporttag terapeutájává teszi őket.
A Csoportanalitikus Társaság, valamint a Csoportanalitikus Intézet alapítója szintén Foulkes, céljuk elősegíteni a módszer fejlődését, valamint a szakemberek képzését.

## Fordítás
Ez a szócikk részben vagy egészben  a   Group analysis című angol Wikipédia-szócikk ezen változatának fordításán alapul.  Az eredeti cikk szerkesztőit annak laptörténete sorolja fel. Ez a jelzés csupán a megfogalmazás eredetét és a szerzői jogokat jelzi, nem szolgál a cikkben szereplő információk forrásmegjelöléseként.